# Живые ископаемые
Живые ископаемые, филогенетические рели́кты (от лат. reliquus, «оставшийся») — сборное название ныне существующих видов растений и животных, которые относятся к крупным таксонам, почти полностью вымершим десятки или сотни миллионов лет назад. Живые ископаемые, как правило, являются палеоэндемиками, так как сохранение древних видов облегчается при изоляции от более совершенных конкурентов или хищников. Интродукция новых видов на ранее изолированные территории во многих случаях приводит к дальнейшему сокращению ареала видов живых ископаемых.
В частности, отмечается резкое сокращение ареала клювоголовых (отряд Rhynchocephalia) гаттерий (Sphenodon punctatum), до появления европейцев заселявших всю Новую Зеландию. Интродуцированные в Новой Зеландии собаки, кошки и крысы нанесли серьёзный ущерб популяции гаттерии. Этот вид сохранился только на небольших островках Новозеландского архипелага. К другим ярким представителям живых ископаемых можно отнести кистепёрую рыбу (Crossopterygii) латимерию и растение гинкго (Ginkgo biloba).
Живыми ископаемыми называют также виды, остающиеся внешне неизменными в течение длительного времени (персистирующие виды). Примерами таких организмов являются рачки-щитни Triops, организация которых не подвергалась заметным изменениям с триасового периода (более 200 млн лет); двустворчатые моллюски Leda, Nucula, Modiolus, существующие с каменноугольного периода (около 300 млн лет); плеченогие (брахиоподы) Lingula, не претерпевшие изменений с девонского периода (около 380 млн лет). При этом среднее время «жизни» отдельного вида составляет не более нескольких миллионов лет.

## Примеры

### Бактерии
- Цианобактерии (Cyanobacteria)

### Растения:
- Мхи (Bryophyta)
- Сосудистые споровые (Pteridophyta)
  - Древовидные папоротники
  - Папоротниковые
  - Плауновидные (Lycopodiophyta)
  - Псилотовидные (Psilotum)
  - Хвощ (Equisetum)
- Голосеменные (Gymnospermae)
  - Хвойные
    - Агатис (Agathis)
    - Араукария Бидвилла (Araucaria bidwillii)
    - Араукария чилийская (Araucaria araucana)
    - Воллемия (Wollemia nobilis)
    - Метасеквойя (Metasequoia glyptostroboides)
    - Сциадопитис (Sciadopitys verticillata)
    - Тайвания (Taiwania cryptomerioides)

  - Вельвичия (Welwitschia mirabilis)
  - Гинкго (Ginkgo biloba)
  - Саговник (Cycas)
- Покрытосеменные (Angiosperms)
  - Амборелла (Amborella)
  - Ликвидамбр (Liquidambar)
  - Эвриала устрашающая (Euryale ferox)
  - Лотос (Nelumbo)
  - Платан (Platanus)
  - Рогульник (Trapa)

### Грибы
- Неолектомицеты (Neolectomycetes)

### Животные:
- Позвоночные
  - Млекопитающие
    - Аплодонтия (Aplodontia rufa)
    - Капибара (Hydrochoerus hydrochaeris)
    - Карликовый гладкий кит (Caperea marginata)
    - Красная панда (Ailurus fulgens)
    - Лазающий заяц (Pentalagus furnessi)
    - Лаосская скальная крыса (Laonastes aenigmamus)
    - Малая косатка (Pseudorca crassidens)
    - Однопроходные (Monotremata)
    - Окапи (Okapia johnstoni)
    - Оленьковые (Tragulidae)
    - Опоссумовые (Didelphidae)
    - Прыгунчиковые (Macroscelididae)
    - Соневидный опоссум (Dromiciops gliroides)
    - Трубкозуб (Orycteropus afer)
    - Ценолестовые (Caenolestidae)
    - Щелезубы (Solenodontidae)

  - Птицы
    - Гоацин (Ophisthocomus hoazin)
    - Кариамовые (Cariamidae)
    - Новозеландские крапивники (Acanthisittidae)
    - Пеликаны (Pelecanus)
    - Полулапчатый гусь (Anseranas semipalmata)
    - Птицы-мыши (Coliidae)
    - Тинаму (Tinamidae)
    - Усатая синица (Panurus biarmicus)
    - Ширококлювый манакин (Sapayoa aenigma)

  - Пресмыкающиеся
    - Гаттерии (Sphenodon)
    - Грифовая черепаха (Macroclemys temminckii)
    - Двухкоготная черепаха (Carettochelys insculpta)
    - Каймановая черепаха (Chelydra serpentina)
    - Комодский варан (Varanus komodoensis)
    - Крокодилы (Crocodilia)

  - Земноводные
    - Пурпурная лягушка (Nasikabatrachus sahyadrensis)
    - Скрытожаберники (Cryptobranchidae)
    - Чернобрюхая дискоязычная лягушка (Latonia nigriventer)

  - Бесчелюстные
    - Миксиновые (Myxinidae)
    - Миногообразные (Petromyzontiformes)

  - Костные рыбы
    - Аравановые (Osteoglossidae)
    - Арапаима (Arapaima gigas)
    - Двоякодышащие (Dipnoi)
    - Илистые прыгуны (Periophthalmus)
    - Ильная рыба (Amia calva)
    - Латимерии (Latimeria)
      - Latimeria chalumnae
      - Latimeria menadoensis

    - Многопёровые (Polypteridae)
    - Осетрообразные (Acipenseriformes)
      - Осетровые (Acipenseridae)
      - Веслоносовые (Polyodontidae)

    - Панцирниковые (Lepisosteidae)
    - Протоптер (Protopterus)
    - Рогозуб (Neoceratodus forsteri)

  - Акулы
    - Акула-домовой (Mitsukurina owstoni)
    - Бурая короткошипая акула (Centrophorus granulosus)
    - Многожаберные акулы (Hexanchidae)
    - Плащеносная акула (Chlamydoselachus anguineus)
    - Пятнистая шорная акула (Brachaelurus waddi)
    - Разнозубые акулы (Heterodontus)
- Беспозвоночные
  - Насекомые
    - Динозавровый муравей (Nothomyrmecia macrops)
    - Микромальтус (Micromalthus debilis)
    - Мимаромматиды (Mymarommatidae)
    - Оруссиды (Orussidae)
    - Юродиды (Jurodidae)

  - Ракообразные
    - Обыкновенный щитень (Triops cancriformis)
    - Ротоногие (Stomatopoda)

  - Моллюски
    - Адский вампир (Vampyroteuthis infernalis)
    - Наутилиды (Nautilidae)
    - Неопилины (Neopilina galateae)
    - Плевротомарии (Pleurotomariidae)

  - Иные беспозвоночные
  - Лингула (Lingula anatina)
  - Мечехвост (Limulus polyphemus)
  - Морские лилии (Crinoidea)
  - Онихофоры (Onychophora)